# Cantó de Faulquemont
El cantó de Faulquemont és un cantó francès del departament del Mosel·la, situat al districte de Boulay-Moselle. Té 31 municipis i el cap és Faulquemont.

## Municipis
- Adaincourt
- Adelange (Aidlingen)
- Arraincourt (Harainco)
- Arriance (Airiance)
- Bambiderstroff (Bambidaschtroff )
- Créhange (Krischingen)
- Elvange (Ilwingen)
- Faulquemont (Folkenburch)
- Flétrange (Flétringen)
- Fouligny (Fillingen)
- Guinglange (Genglingen)
- Hallering (Halleringen)
- Han-sur-Nied
- Haute-Vigneulles (Oberfiln)
- Hémilly (Hemly)
- Herny
- Holacourt
- Laudrefang (Lodderfang)
- Longeville-lès-Saint-Avold
- Mainvillers (Maiwilla)
- Many
- Marange-Zondrange (Mëringen-Sonneringen)
- Pontpierre (Stémbidaschtroff )
- Teting-sur-Nied
- Thicourt (Thico)
- Thonville
- Tritteling-Redlach (Trittelingen-Rédlach)
- Vahl-lès-Faulquemont (Wahl)
- Vatimont (Vautieumont)
- Vittoncourt (Utonco)
- Voimhaut (Wémhaut)

## Història
| Data d'elecció                           | Identitat         | Partit                     | Qualitat |
| ---------------------------------------- | ----------------- | -------------------------- | -------- |
| 1945-1970                                | Abbé Rausch       | Divers droite              |          |
| 1970-198.                                | André Gouy        | Divers droite, després RPR |          |
| 198.-                                    | François Lavergne | Divers droite              |          |
| les dades anteriors no són pas conegudes |                   |                            |          |
|                                          |                   |                            |          |

## Demografia
| A partir de 1990 : Població sense dobles comptes |